# Silviu Angelescu
Silviu Angelescu (n. 24 ianuarie 1945, București) este un profesor universitar de etnologie și folclor, folclorist și romancier român.

## Biografie
Este fiul Elenei (n.Popescu) și al lui Paraschiv Angelescu, preot și profesor. Absolvent al liceului din Rǎcari (1963) și al Facultății de Limba și Literatura Română a Universității din București (1972), lucrează între timp ca muncitor, apoi este profesor suplinitor de limba română la Crevedia Mare și Găiseni, iar din 1972 asistent, lector, conferențiar și profesor la Catedra de etnologie și folclor a Universității din București. În 1983 obține titlul de doctor în filologie cu teza „Tipare portretistice în epica orală și scrisă”
După 1989 este director adjunc al Direcției Relații Internaționale din Ministerul Învățământului și Științei (1990), vicepreședinte executiv al Fundației Culturale Române (1990-1992), director al Institutului de Istoria Artei (din 1999).
Debutează în „Analele Universității București”(1997). Mai colaborează la „Cahiers roumanies d`estudes littéraires”, „Contemporanul”, „Limba și literatura română pentru elevi”, „Limbă și literatură” etc.Format:Dicționarul literaturii române
Studii la Facultatea de Filologie a Universității din București între 1967 și 1972. Doctor in filologie în 1983 cu o teză despre portretul literar. Profesor universitar la Catedra de Etnologie și Folclor, Facultatea de Litere a Universității București; director al Institului de Istoria Artei „G. Oprescu“ al Academiei Române.

## Opere publicate
- Octavian Păun & Silviu Angelescu, Folclor din Dâmbovița, București, s.n. 1981;
- Octavian Păun & Silviu Angelescu, Basme, cântece bătrânești și doine, București, Minerva, 1989;

Silviu Angelescu & al., Introducere în cultura și civilizația poporului român, București, Universitatea București, Facultatea de filozofie, 1988; 
- Portretul literar, Editura Univers, 1985, premiul „G. Călinescu“ pentru critică literară
- Calpuzanii, București, Editura Cartea Românească, 1988, roman, premiul „lon Creangă“ al Academiei Române, republicat București, Humanitas 1999
- Mitul și literatura, București, Editura Cartex, 1995; editia a II-a, București, Editura Univers, 1999;
- Legenda, București, Editura Valahia, 2002.

1. ↑  IdRef, accesat în 8 martie 2020